# Impératrice douairière Dong
L' Impératrice douairière Dong (??? - 189), nom personnel inconnu, nom posthume Impératrice Xiaoren (孝 仁 皇后), est une impératrice douairière de la dynastie chinoise des Han Orientaux. Elle n'a jamais été impératrice de sa vie, parce qu'elle était l'épouse d'un marquis, et elle n'est devenue impératrice douairière que parce que son fils, Liu Hong, est devenu empereur par hasard, sous le nom d'Han Lingdi. Pendant le règne de son fils, elle entre en rivalité avec sa belle-fille, l'impératrice He, parce qu'elle voulait que le Liu Xie, le fils cadet de l'empereur Lingdi, soit le prince héritier, tandis que He voulait que ce soit son fils, Liu Bian, qui succède à son père. Lorsque l'empereur Lingdi meurt en 189, sans avoir désigné de prince héritier, c'est finalement Liu Bian qui monte sur le trône en tant qu'empereur Shaodi. L'impératrice douairière Dong, la grand-mère du nouvel l'empereur, devient grande impératrice douairière, tandis que sa belle-fille devint impératrice douairière. La rivalité entre les deux femmes se poursuit et l''impératrice douairière He finit par conspirer avec son frère, le général en chef He Jin, pour déloger sa belle-mère du pouvoir. La grande impératrice douairière Dong meurt de maladie peu de temps après sa chute, mais le peuple chinois considère que l'impératrice douairière He et sa famille sont responsables de la mort de la grande impératrice douairière.

## Naissance et jeunesse
Dame Dong est née dans la commanderie d'Hejian (河間郡). À une date inconnue, elle épouse Liu Chang (劉萇), le Marquis du village de Jiedu (解犢亭侯). Chang est l’arrière-petit-fils de Liu Kai (劉開), le sixième fils de l'empereur Han Zhangdi, ce qui en fait un cousin éloigné de l'empereur Han Huandi. En 156, elle donne naissance à Liu Hong, le fils de Liu Chang. Les chroniques historiques chinoises n'indiquent pas si le couple a eu d'autres enfants.

## Accession au rang d'impératrice douairière
En 168, l'empereur Huandi meurt sans avoir de fils pour lui succéder et sans avoir désigné de prince héritier. Son épouse, l'impératrice Dou, qui deviendra plus tard impératrice douairière, choisit alors Liu Hong, le marquis du village de Jiedu, alors âgé de 12 ans, comme nouvel empereur. Hong est passé à la postérité sous le nom d'empereur Han Lingdi. À peine monté sur le trône, Lingdi décerne à son défunt père le titre posthume d'"Empereur Xiaoren" (孝 仁 皇) et rebaptise l'endroit où il repose "Mausolée Shen" (慎 陵). Il donne également à sa mère le titre de «Dame honorée du jardin de Shen (慎 園 貴人)». En 169, à la suite de la chute de l'impératrice douairière Dou et de son clan, l'empereur Ling envoie ses assistants chercher sa mère à la commanderie d'Hejian, pour qu'elle vienne s'installer au palais Yongle (永樂 宮) qui se trouve à Luoyang, la capitale impériale. Il l'a également honorée en lui décernant le titre d '«impératrice Xiaoren» (孝 仁 皇后), et nomme le frère aîné de sa mère, Dong Chong (董 寵), porteur de la masse (執 金吾).
L'impératrice douairière Dong ne s'implique pas dans les affaires de l'État avant la mort de l'impératrice douairière Dou en 172. Elle encourage l'empereur Lingdi à commencer à vendre des postes au sein de la haute-administration pour de l'argent ; une pratique qui détraque le fonctionnement de l'administration des Han et conduit à une corruption généralisée. En 188, son neveu, Dong Zhong (董 重), est promu de Ministre des Gardes (Weiwei 衛尉), ou Commandant de la Garde, à Général de la Cavalerie Agile (驃騎 將軍) et a prend le commandement de plus de 1 000 soldats.
En 176, l'impératrice He, l'épouse de l'Empereur Lingdi, donne naissance à un fils, Liu Ban. En 181, c'est au tour de l'une des consorts de l'Empereur Lingdi, la Belle Dame Wang (王 美人), de donner naissance a un fils, Liu Xie. Par la suite, Wang est empoisonnée par He et Liu Xie est élevé par sa grand-mère. Durant les années qui suivent ces naissances, l'impératrice douairière Dong exhorte souvent l'empereur Lingdi à faire de Liu Xie ou Liu Bian, son prince héritier. Mais sii He et Dong veulent toutes les deux que Lingdi se décide à désigner son successeur, elles deviennent rapidement des rivales acharnées; car la première veut le titre pour son fils, tandis que la seconde soutient la candidature de l'enfant de feu la Belle Dame Wang. Elles dépensent toutes les deux beaucoup d'énergie pour rien, car l'empereur Lingdi meurt en 189, sans avoir élevé un de ses fils au rang de prince héritier.

## Accession au rang de grande impératrice douairière et chute
Malgré les machinations de Jian Shuo, un eunuque et proche collaborateur de l'empereur Lingdi, pour faire monter Liu Xie sur le trône; l'impératrice He et son frère, le général en chef He Jin, réussissent à faire de Liu Bian le nouvel empereur. Bian est passé à la postérité sous le nom d'empereur Han Shaodi. En tant que mère de l'empereur régnant, l'impératrice He devint impératrice douairière, tandis que l'impératrice douairière Dong devint grande impératrice douairière. Dès le début du règne de Shaodi, l'impératrice douairière et la grande impératrice douairière se lancent dans une lutte d'influence au sein de la Cour, la première étant soutenue par He Jin et la seconde par Dong Zhong. Pour être complet, il faut savoir que ces deux hommes s'étaient lancés dans une lutte pour le pouvoir avant même le décès de Lingdi. La grande impératrice douairière Dong envisage de faire venir Dong Zhong à la Cour pour l'aider à éliminer He Jin ; mais l'information parvient aux oreilles de l'impératrice douairière He. Cette dernière informe immédiatement He Jin et un autre de ses frères, He Miao (何 苗). Tous les trois s'entendent pour prendre des mesures préventives contre la grande impératrice douairière.
Un jour, He Jin, He Miao et leurs partisans trouvent une excuse pour expulser la grande impératrice douairière Dong du palais Yongle et la renvoyer dans sa ville natale, dans la Commanderie d'Hejian. Immédiatement, ils soumettent leur idée à la cour impériale. Les fonctionnaires de la cour et l'impératrice douairière les approuvent et les soldats de Jin sont envoyés ses troupes encercler la résidence de Dong Zhong et l'arrêter. Ne supportant pas sa déchéance, Zhong se suicide en prison. La grande impératrice douairière Dong sombre dans la paranoïa et la dépression lorsqu'elle apprend la mort de Dong Zhong et meurt de maladie en 189, après avoir été au pouvoir pendant environ 22 ans. Le peuple accuse immédiatement l'impératrice douairière He et sa famille d'être les vrais responsables de la mort de la grande impératrice douairière. Le corps de la défunte est ramené à la commanderie d'Hejian, où elle est enterrée aux côtés de son mari dans le mausolée Shen.

## Voir également
- Fin de la dynastie Han
- Dix Eunuques